# Kwas selenawy
Kwas selenawy, nazwa Stocka: kwas selenowy(IV), H
2SeO
3 – nieorganiczny związek chemiczny z grupy kwasów tlenowych, w którym selen występuje na IV stopniu utlenienia. Jest słabym kwasem.
Kwas selenawy powstaje w wyniku reakcji ditlenku selenu z wodą. Przez jego odwadnianie otrzymuje się SeO
2.
Jest kwasem słabym, nietrwałym, utlenia SO
2 do H
2SO
4:
H
2SeO
3 + 2SO
2 + H
2O → 2H
2SO
4 + Se